# Liste fraktionsloser Mitglieder des 1. Europäischen Parlaments
Die Liste fraktionsloser Mitglieder des 1. Europäischen Parlaments enthält die Abgeordneten, die in der 1. Wahlperiode von 1979 bis 1984 zumindest übergangsweise nicht einer der Fraktionen des Europäischen Parlaments angehörten.

## Abgeordnete
| Land                   | Partei                                        | Europäische Partei | Sitze | MdEP                                                                      | Anmerkung |
| ---------------------- | --------------------------------------------- | ------------------ | ----- | ------------------------------------------------------------------------- | --- |
| Belgien                | Rassemblement Wallon                          | –                  | 1     | Paul-Henry Gendebien                                                      | bis 14. Dezember 1981, dann CDI |
| Belgien                | Front démocratique des francophones           | –                  | 1     | Antoinette Spaak                                                          | |
| Griechenland           | Komma Dimokratikou Socialismou                | –                  | 1     | Giánkos Pesmazóglou                                                       | ernannter MdEP 1. Januar 1981 (Beitritt Griechenlands zur EU) bis 18. Oktober 1981; ab 2. November 1981 durch Nachwahl                                     |
| Griechenland           | Enosi Dimokratikou Kendrou                    | –                  | 1     | Ioannis Zigdis                                                            | ernannter MdEP 1. Januar 1981 (Beitritt Griechenlands zur EU) bis 18. Oktober 1981                                                                         |
| Griechenland           | Komma Proodeftikon                            | –                  | 1     | Apóstolos Papageorgíou Ilias Glykofridis Georgios Alexiadis               | durch Nachwahl, 2. November 1981 bis 9. September 1982 Nachfolge Papageorgíou, 17. September bis 20. Oktober 1982 Nachfolge Alexiadis ab 16. November 1982 |
| Italien                | Movimento Sociale Italiano – Destra Nazionale | Eurodroite         | 4     | Giorgio Almirante Antonino Buttafuoco Francesco Petronio Adriano Romualdi | |
| Niederlande            | Democraten 66                                 | –                  | 2     | Aar de Goede Suzanne Dekker Doeke Eisma                                   | bis 10. Juni 1981 Nachfolge Dekker ab 11. Juni 1981 |
| Vereinigtes Königreich | Democratic Unionist Party                     | –                  | 1     | Ian Paisley                                                               | |